# Фрідонія (Алабама)
Фрідонія (англ. Fredonia) — переписна місцевість (CDP) в США, в окрузі Чемберс штату Алабама. Населення — 198 осіб (2020).

## Географія
Фрідонія розташована за координатами 32°58′25″ пн. ш. 85°18′11″ зх. д. / 32.97361° пн. ш. 85.30306° зх. д. (32.973565, -85.302938).  За даними Бюро перепису населення США в 2010 році переписна місцевість мала площу 31,09 км², з яких 31,03 км² — суходіл та 0,07 км² — водойми.

## Демографія
Згідно з переписом 2010 року, у переписній місцевості мешкало 199 осіб у 88 домогосподарствах у складі 65 родин. Густота населення становила 6 осіб/км².  Було 100 помешкань (3/км²).
Расовий склад населення:
| - 87,9 % — білих - 11,6 % — чорних або афроамериканців |

До двох чи більше рас належало 0,5 %. Частка іспаномовних становила 0,0 % від усіх жителів.
За віковим діапазоном населення розподілялося таким чином: 18,6 % — особи молодші 18 років, 60,8 % — особи у віці 18—64 років, 20,6 % — особи у віці 65 років та старші. Медіана віку мешканця становила 50,8 року. На 100 осіб жіночої статі у переписній місцевості припадало 87,7 чоловіків;  на 100 жінок у віці від 18 років та старших — 86,2 чоловіків також старших 18 років.
Середній дохід на одне домашнє господарство  становив 84 871 долар США (медіана — 66 591), а середній дохід на одну сім'ю — 88 785 доларів (медіана — 67 708). За межею бідності перебувало 18,4 % осіб, у тому числі 45,8 % дітей у віці до 18 років та 0,0 % осіб у віці 65 років та старших.
Цивільне працевлаштоване населення становило 127 осіб. Основні галузі зайнятості: виробництво — 32,3 %, роздрібна торгівля — 16,5 %, будівництво — 15,7 %.